# ديفيد وتون
ديفيد وتون (بالإنجليزية: David Wootton)‏ هو محامي وسياسي بريطاني، ولد في 20 يوليو 1950 في برادفورد في المملكة المتحدة. انتخب Sheriff of the City of London ‏ (2009 – 2010) وانتخب اللورد عمدة لندن (11 نوفمبر 2011 – 9 نوفمبر 2012).